# Філіс Кристина Каст
Філіс Кристина Каст (англ. P.C.Cast; псевдонім — Ф. Каст; 30 квітня 1960 року, в штаті Іллінойс, США) — американська письменниця, викладач англійської літератури і письменницької майстерності. Автор містичних повістей та романів.

## Життєпис
Ще в юності Філіс захоплено вивчала міфологію стародавніх народів і легенди Середньовіччя, тому це вплинуло на її творчість: більшість творів написані у стилі фентезі та середньовічного роману. Книги Філіс Каст перекладено багатьма європейськими мовами.

## Творчість
В 2001 році було опубліковано перший роман Філіс Каст «Богиня помилково». Героїня роману прагне знайти щастя. Вона робить помилки, потрапляє в смішні та ризикові ситуації, але найголовніше — вона вміє прощати та просити вибачення. Книга отримала декілька нагород: The Prism, Holt Medallion, Laurel Wreath awards и National Readers' Choice Award. Критики вважають цей роман автобіографічним, але сама Філіс Каст не підтверджує й не спростовує їхню думку. Справжню відомість письменниці принесли книги «Зов Богині» та «Партолон».
В 2005 році Філіс разом з дочкою Крістен приступила до написання серії книг «Будинок Ночі». Філіс не одноразово згадувала в інтерв'ю, що вона не планувала серію молодіжних романів, тому що це дуже складна задача — знайти спільну мову з підлітками. Крім того, її містичні романи були вже відомі, отримали визнання — навіщо починати все з початку? Але вона все-таки приступила до написання першого роману «Мічена». Коли декілька глав було закінчено, вона показала рукопис донці. Крістен сучасна двадцятирічна дівчина, знала життя підлітків краще і допомогла відредагувати текст. Через деякий час мати з донькою почали працювати разом.

## Цікаві факти з життя
- Філіс легко пише, але при цьому вона любить працювати в екстремальних умовах, тому що подолання труднощів допомагає їй підтримувати себе в тонусі.
- Письменниця не втомлюється дякувати своїм учням за те, що вони: беруть активну участь у творчому процесі, прохають її зробити їх героями книг, навіть, якщо вони будуть вбиті по ходу сюжету; не скупляться на дотепні іскрометні жарти; час від часу залишають її у спокої та дають можливість працювати.
- Філіс й зараз, як і в дитинстві, читає казки й легенди на ніч. Один з найулюбленіших її авторів — Ен Маккефрі.
- Письменниця обожнює тварин, дома у неї живе кішка й собака, в дитинстві займалась верховою їздою.
- Загальну канву, поворот сюжету придумує Філіс, а от діалоги й характери персонажів — Крістен.

### Серія «Зов Богині»
- «Богиня моря» (англ. Goddess of the Sea)
- «Богиня весни» (англ. Goddess of Spring)
- «Богиня світла» (англ. Goddess of Light)
- «Богиня троянд» (англ. Goddess of the Rose)
- «Богиня кохання» (англ. Goddess of Love)
- «Змова Богинь» (англ. Warrior Rising, "Goddess of Troy")
- «Богиня Легенди» (англ. Goddess of Legend)

### Серія «Партолон»
- «Богиня помилково» (англ. Divine by Mistake/Goddess by Mistake)
- «Богиня за покликом серця» (англ. Divine by Choice)
- «Богиня по крові» (англ. Divine by Blood)
- «Закоханна в демона» (англ. Elphame's Choice)
- «Чаша кохання» (англ. Brighid's Quest)

### Серія «Будинок Ночі»
- Мічена (англ. Marked) 7 серпня 2009
- Обманута (англ. Betrayed) 21 серпня 2009
- Обрана (англ. Chosen) 11 вересня 2009
- Непокірна (англ. Untamed) 25 вересня 2009
- Загнана (англ. Hunted) 3 жовтня 2009
- Спокушена (англ. Tempted) 11 листопада 2009
- Обпалена (англ. Burned) 27 квітня 2010
- Пробуджений (англ. Awakened) 4 січня 2011
- Покликаний (англ. Destined) 25 жовтня 2011
- Захована (англ. Hidden) кінець серпня, 2013
- Розкрита (англ. Revealed) лютий ¬– березень 2014 года (в Америці — 15 жовтня 2013)
- Спокута (англ. Redeemed) жовтень 2014 року (Америка)

### Серія «Новели Будинку Ночі»
Об'єднані в одній книзі під назвою «Обітниця Ленобії».
- Клятва Дракона
- Обітниця Ленобії
- Прокляття Неферет
- Падіння Калони

### Серія «Будинок Ночі: Інший світ»
- Любляча (англ. Loved) 11 липня 2017
- Втрачена (англ. Lost) (вихід планувався на 10 липня 2018)

### Серія «Казки Нового світу»
- Обрана місяцем (англ. Moon Chosen) 18 жовтня 2016
- Сонячна войовниця (англ. Sun Warrior) 17 жовтня 2017
- Wind Rider, 16 жовтня 2018